# De Crombrugghe

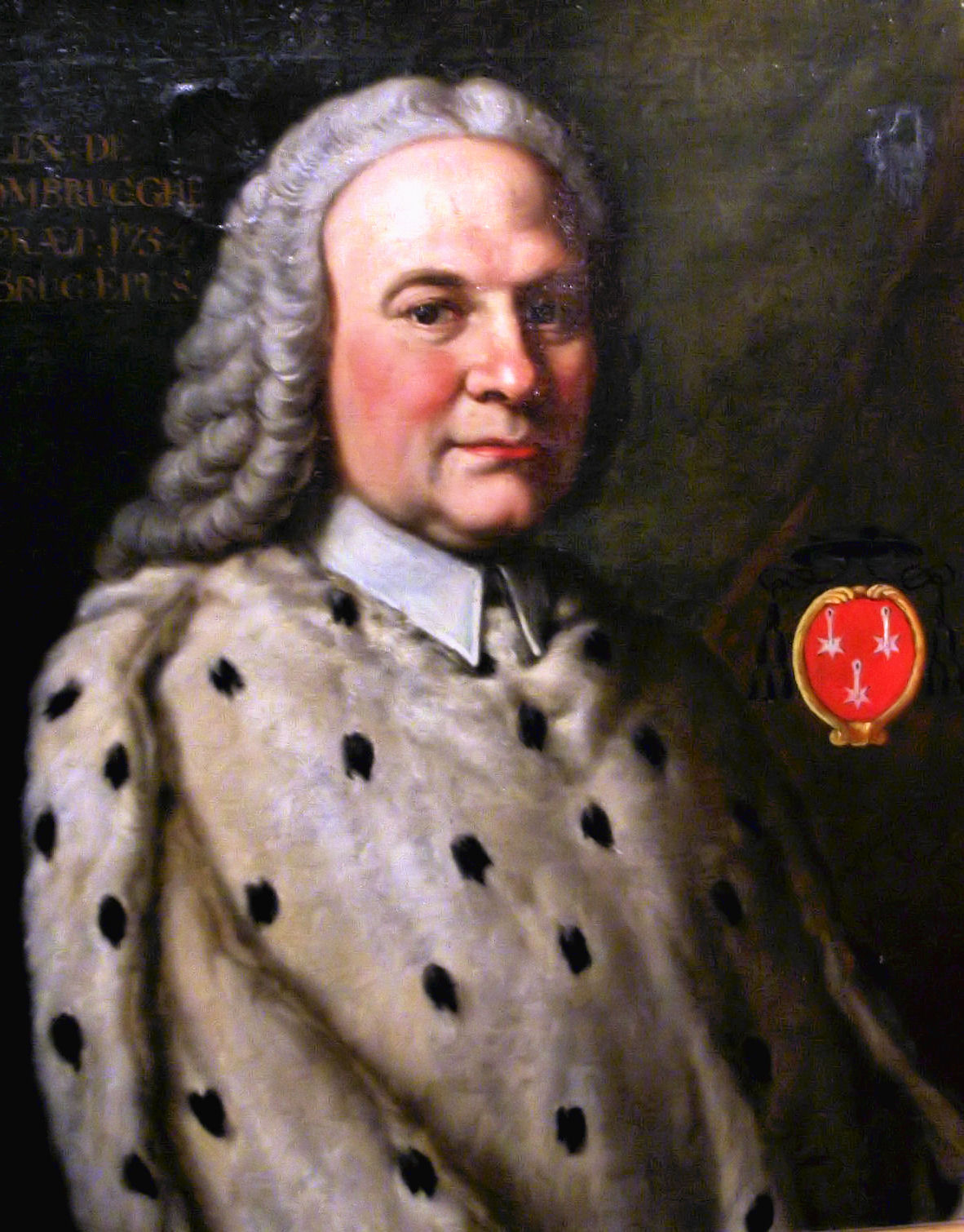
Mgr. Constant de Crombrugghe, verz. Sint-Baafskapittel, Gent.

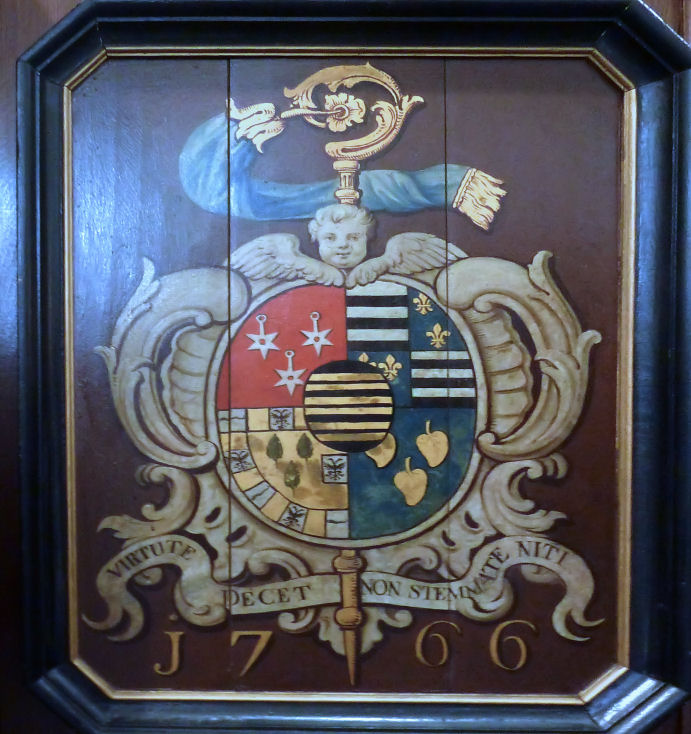
wapenschild van Abdis de Crombrugghe, Waasmunster, Abdij van Roosenberg

De Crombrugghe is een wijdvertakte adellijke familie waarvan de wortels zich in Oost- en West-Vlaanderen situeren.

## Geschiedenis
In de veertiende eeuw behoorden de Crombrugghes tot de notabelen van Gent. Gillis de Crombrugghe was bij herhaling schepen van Gent. Zijn zoon, Jacques de Crombrugghe, was schepen van Gent in de vijftiende eeuw. 
De familie de Crombrugghe kwam voornamelijk op de voorgrond vanaf de opname in de adelstand en de toekenning van de riddertitel in 1657 aan Georges van Crombrugghe, heer van Looringhe.
Enkele generaties later was François-Antoine-Hyacinthe de Crombrugghe (Veurne, 21 november 1748 - Brugge, 21 september 1802) de stamvader van alle familietakken die tot stand kwamen na het herstel van de adel onder het Verenigd Koninkrijk der Nederlanden. Hij was in 1771 getrouwd in Brugge met Isabella Triest. Ze hadden twee dochters en negen zoons, van wie er vijf een familietak stichtten.
De erfelijk geadelden en de ontvangers van hogere adellijke titels waren, vanaf de vernieuwing van de adel:
- 1816: Joseph-Antoine de Crombrugghe de Picquendaele (1777-1848), Louis de Crombrugghe Balin (1781-1836), Pie-Joseph de Crombrugghe de Looringhe (1782-1869) en Jacques de Crombrugghe de Beaupré (1788-1852).
- 1822: Anselme de Crombrugghe de Schipsdaele (of De Wever) (1778-1851).
- 1868: Albert (1845-1930), Georges-Jules (1841-1922), Oscar (1842-1930), Louis (1843-1879), Augusta (1845-1933) en Paul (1846-1929) de Crombrugghe de Looringhe.
- 1870: Maurice de Crombrugghe de Looringhe (1847-1929).
- 1873: Emile de Crombrugghe de Picquendaele (1809-1892).
- 1884: Alberic (1842-1926) en Henry (1844-1928) de Crombrugghe de Looringhe.

De vijf zoons van François-Antoine de Crombrugghe stichtten elk een familietak met een aparte naam. Ze volgen hierna.

## De Crombrugghe de Picquendaele
- Joseph Antoine Xavier de Crombrugghe (Brugge, 15 februari 1777 - 11 mei 1848), zoon van François-Antoine voornoemd, was onder het ancien régime heer van Picquendaele, Schipsdaele, Looringhe, Balin, Beaupré. In 1816 werd hij erkend in de erfelijke adel en benoemd in de Ridderschap van de provincie Oost-Vlaanderen. Hij trouwde in Gent in 1804 met Anne du Rot (1781-1842). Naast twee dochters had hij een zoon, Emile. 
  - Emile-Victor de Crombrugghe (1809-1892) trouwde met zijn volle nicht Eline de Combrugghe de Beaupré (zie hierna). Hij werd burgemeester van Vladslo tot september 1878. In 1873 verkreeg hij de titel baron, overdraagbaar op al zijn afstammelingen. In juni 1878 werd hij ridder in de Leopoldsorde.
    - Frédéric de Crombrugghe de Picquendaele (1844-1910).
      - Charles de Crombrugghe de Piquendaele (1865-1919).
        - Guillaume de Crombrugghe de Picquendaele (1901-1997).

Deze tak heeft talrijke afstammelingen tot op heden.
In de jongere generaties is te vermelden:
- Bertrand de Crombrugghe de Picquendaele (° 1955), Belgisch ambassadeur.

## De Crombrugghe de Schipsdaele
- Anselme-Léonard de Crombrugghe, zoon van François-Antoine de Crombrugghe (Brugge, 5 november 1778 - Sint-Pieters-op-de-Dijk, 29 mei 1851), gehuwd met Thérèse de Wever.
  - Gaspard de Crombrugghe (1817-1864), burgemeester van Sint-Pieters-op-de-Dijk.
  - Louis Constantin de Crombrugghe (1818-1890) kreeg in 1888 vergunning voor hem en zijn afstammelingen 'de Schipsdaele' aan de familienaam te mogen toevoegen.

Er zijn afstammelingen tot heden.

## De Crombrugghe de Balin
Louis-Joseph de Crombrugghe de Balin (Brugge, 22 februari 1781 - Gent, 5 maart 1836) was, net als zijn broers, een zoon van François-Antoine de Crombrugghe en van Elisabeth Triest.
In 1816 werd hij erkend in de erfelijke adel en opgenomen in de Ridderschap van Oost-Vlaanderen.
Hij trouwde met Rose de Keerle (1780-1848) en het huwelijk bleef kinderloos. De tak de Crombrugghe de Balin is dan ook met hem uitgestorven.

## De Crombrugghe de Looringhe
Pie Joseph Félix de Crombrugghe (Brugge, 5 augustus 1782 - Ichtegem, 25 december 1869) was een zoon van François-Antoine de Crombrugghe. Hij trouwde in 1805 met Jeanne van Ockerhout (1785-1839) en ze kregen vier zonen.
In 1816 werd hij erkend in de erfelijke adel met opname in de Ridderschap van de provincie West-Vlaanderen. In 1818 werd hem de titel baron toegekend, overdraagbaar bij eerstgeboorte. In 1830 bleef hij koning Willem I trouw en behield de Nederlandse nationaliteit. In 1847 kwam hij in dienst van koning Willem II, in zijn hoedanigheid van groothertog van Luxemburg. Deze lijfde hem in de Luxemburgse adel in, met de titel baron voor hem en al zijn afstammelingen.
Pie werd secretaris van Willem I en was kamerheer van 1818 tot 1830. Hij werd gevolmachtigd minister, eerst in Rusland, vervolgens in Zweden. Hij stierf op zijn buitengoed in Ichtegem.
Drie van de vier zoons de Crombrugghe de Looringhe zorgden voor talrijke afstammelingen:
- Jacques de Crombrugghe de Looringhe (1807-1848).
- Auguste-Jacques de Crombrugghe de Looringhe (1809-1859).
- Victor de Crombrugghe de Looringhe (Brugge, 1813 - Ichtegem, 1849), die trouwde met Herminie de Crombrugghe de Beaupré (1813-1867).
  - Georges de Crombrugghe de Looringhe (1841-1922), senator.

De afstamming de Crombrugghe de Looringhe is aanzienlijk.

## De Crombrugghe de Beaupré
Jacques de Crombrugghe de Beaupré (Brugge, 14 februari 1788 - 20 november 1852) was, zoals de vier voorgaanden, zoon van François-Antoine de Crombrugghe en van Elisabeth Triest.
In de tijd van het Verenigd Koninkrijk der Nederlanden was hij kolonel van de Burgerwacht in Brugge en lid van de Provinciale Staten van West-Vlaanderen.
Hij trouwde in 1811 met Anne-Marie Custis de Calvoorde (1792-1855), dochter van Charles Custis en Marie-Gérardine Wittert.
In 1816 werd hij erkend in de erfelijke adel en werd opgenomen in de Ridderschap van de provincie West-Vlaanderen, onder de naam 'de Crombrugghe - Custis de Calvoorde'.
Het echtpaar had twee zoons en drie dochters:
- Elisa Jacoba Maria (1812-1881), die trouwde met haar volle neef baron Emile-Victor de Crombrugghe, burgemeester van Vladslo.
- Herminie (1813-1867), die trouwde met haar volle neef Victor de Crombrugghe.
- Ida Marie (1818-1891), die trouwde met haar volle neef Auguste de Crombrugghe.
- Alphonse (1820-1868), die trouwde met Laure Behaghel (1827-1906).
- Leon de Crombrugghe (1822-1842).

Alphonse en Leon hadden geen nakomelingen, zodat de tak de Crombrugghe de Beaupré met hen is uitgestorven.